# Pendil
Pendil is een bestuurslaag in het regentschap Probolinggo van de provincie Oost-Java, Indonesië. Pendil telt 4498 inwoners (volkstelling 2010).